# Гайнц Мершель
Гайнц Мершель (ісп. Heinz Mörschel, нар. 24 серпня 1997, Санто-Домінго) — німецький і домініканський футболіст, півзахисник угорського «Уйпешта» і національної збірної Домініканської Республіки.

## Клубна кар'єра
Народився 24 серпня 1997 року в домініканському Санто-Домінго в родині німця і домініканки. Невдовзі родина перебралася до Німеччини, де Гайнц почав  займатися футболом у структурі «Франкфурт», звідки 2012 року перебрався до академії клубу «Майнц 05».
У дорослому футболі дебютував 2016 року виступами за другу команду «Майнца», в якій провів два сезони, взявши участь у 41 матчі чемпіонату. 
Сезон 2018/19 відіграв у Регіоналлізі за «Гольштайн», після чого у 2019–2022 роках грав на рівні третьої німецької ліги за «Пройсен Мюнстер», «Юрдінген 05» та дрезденське «Динамо».
Влітку 2022 року залишив останню команду і деякий час лишався без клубу. В лютому 2023 року знайшов варіант продовження кар'єри в Угорщині, уклавши контракт  «Уйпешта».

## Виступи за збірні
2014 року дебютував у складі юнацької збірної Німеччини (U-18), загалом на юнацькому рівні взяв участь у 3 іграх, відзначившись одним забитим голом.
2023 року прийняв пропозицію захищати на рівні національних команд країну свого народження і дебютував в офіційних матчах у складі національної збірної Домініканської Республіки.
2024 року включений до заявки олімпійської збірної Домініканської Республіки для участі у футбольному турнірі на тогорічних Олімпійських іграх у Парижі.
| Дата       | Місто                              | Господарі                | Результат | Гості                    | Турнір                                   | Голи | Примітки |
| ---------- | ---------------------------------- | ------------------------ | --------- | ------------------------ | ---------------------------------------- | ---- | -------- |
| 8-9-2023   | Санто-Домінго                      | Домініканська Республіка | 0 – 2     | Нікарагуа                | Ліга націй КОНКАКАФ 2023-2024 - 1-й етап | -    |          |
| 11-9-2023  | Санто-Домінго                      | Домініканська Республіка | 3 – 0     | Монтсеррат               | Ліга націй КОНКАКАФ 2023-2024 - 1-й етап | -    | 88'      |
| 13-10-2023 | Бриджтаун                          | Барбадос                 | 0 – 5     | Домініканська Республіка | Ліга націй КОНКАКАФ 2023-2024 - 1-й етап | 1    |          |
| 16-10-2023 | Сантьяго-де-лос-Трейнта-Кабальєрос | Домініканська Республіка | 5 – 2     | Барбадос                 | Ліга націй КОНКАКАФ 2023-2024 - 1-й етап | 1    |          |
| 17-11-2023 | Монтсеррат                         | Монтсеррат               | 2 – 1     | Домініканська Республіка | Ліга націй КОНКАКАФ 2023-2024 - 1-й етап | -    |          |
| 21-11-2023 | Манагуа                            | Нікарагуа                | 0 – 0     | Домініканська Республіка | Ліга націй КОНКАКАФ 2023-2024 - 1-й етап | -    |          |
| Усього     |                                    | Матчів                   | 6         |                          | Голів                                    | 2    |          |